# Ariathisa goniographa
Ariathisa goniographa är en fjärilsart som beskrevs av Turner 1943. Ariathisa goniographa ingår i släktet Ariathisa och familjen nattflyn. Inga underarter finns listade i Catalogue of Life.